# Кабошкин, Владимир Фёдорович
Владимир Фёдорович Кабошкин (1918 — 1992) — советский дипломат. Чрезвычайный и полномочный посол. Участник Великой Отечественной войны.

## Биография
- В 1951—1953 годах — сотрудник центрального аппарата МИД СССР.
- В 1953—1957 годах — сотрудник посольства СССР в Ливане.
- В 1957—1959 годах — сотрудник центрального аппарата МИД СССР.
- В 1959—1968 годах — сотрудник аппарата ЦК КПСС.
- В 1968—1971 годах — советник посольства СССР в Алжире.
- В 1972—1975 годах — советник-посланник посольства СССР в Сирии.
- С 2 августа 1975 по 19 декабря 1978 года — чрезвычайный и полномочный посол СССР в Народной Демократической Республике Йемен[1].
- С 11 сентября 1979 по 1 сентября 1984 года — чрезвычайный и полномочный посол СССР в Греции[2].

## Награды
- Орден Отечественной войны II степени (6 ноября 1985);
- 2 Ордена Красной Звезды (28 марта 1944, 13 апреля 1945);
- Орден Дружбы народов;
- Орден «Знак Почёта»;
- Медали СССР.